# Minuskel 84
Minuskel 84 (in der Nummerierung nach Gregory-Aland), ε 1219 (von Soden) ist eine griechische Minuskelhandschrift des Neuen Testaments auf 66 Pergamentblättern (17 × 13,2 cm). Mittels Paläographie wurde das Manuskript auf das 12. Jahrhundert datiert. Die Handschrift ist nicht vollständig.

## Beschreibung
Die Handschrift enthält den Text der Evangelien nach Matthäus und nach Markus mit zahlreichen Lücken. Er wurde einspaltig mit je 20–21 Zeilen geschrieben und enthält κεφαλαια, τιτλοι, Ammonianische Abschnitte, (nicht Eusebischer Kanon), Lektionar-Markierungen und incipits.
Inhalt
Matthäus 1,18–13,10; 13,27–42; 14,3–18,25; 19,9–21,33; 22,4–Ende;
Markus 1,1–7,14.

## Text
Der griechische Text des Kodex repräsentiert den byzantinischen Texttyp. Kurt Aland ordnete ihn in Kategorie V ein.

## Geschichte
Früher befand sich die Handschrift in Augsburg (wie Kodex 83 und 85). Sie wurde durch Johann Albrecht Bengel, Johann Martin Augustin Scholz, John William Burgon, und Caspar René Gregory untersucht.
Der Kodex befindet sich in der Bayerischen Staatsbibliothek (Gr. 568) in München.